# Kentucky Derby 1894
Kentucky Derby 1894 var den tjugonde upplagan av Kentucky Derby. Löpet reds den 15 maj 1894 över 1,5 miles. Löpet vanns av Chant som reds av Frank Goodale och tränades av H. Eugene Leigh.
Förstapriset i löpet var 4 020 dollar. Sex hästar deltog i löpet.

## Resultat
| P | Häst       | Jockey                 | Tränare         | Land | Tid     |
| - | ---------- | ---------------------- | --------------- | ---- | ------- |
| 1 | Chant      | Frank Goodale          | H. Eugene Leigh | USA  | 2:41.00 |
| 2 | Pearl Song | Robert "Tiny" Williams |                 | USA  |         |
| 3 | Sigurd     | Monk Overton           |                 | USA  |         |
| 4 | Al Boyer   | Harry Ray              |                 | USA  |         |
| 5 | Tom Elmore | James Irving           |                 | USA  |         |

Segrande uppfödare: H. Eugene Leigh & Robert L. Rose; (KY)